# Tipulodina cinctipes
Tipulodina cinctipes är en tvåvingeart som först beskrevs av de Meijere 1911.  Tipulodina cinctipes ingår i släktet Tipulodina och familjen storharkrankar. Inga underarter finns listade i Catalogue of Life.